# 论语别裁
《论语别裁》，作者是南怀瑾，這是以他的講課口述錄音被整理而成的書籍。南怀瑾曾经在1962年和1974年2次讲解过《论语》，由蔡策主動筆錄講解內容，後來整理出書。由於內容是即興的口述講解，閒話比重較大，因此南懷瑾在書序中明說該書沒有學術價值。

## 作者所作的评价
- 南怀瑾晚年回顾自己著作时说：“我那些书中，《论语别裁》是中心。”[3]

## 其他人所作的评价

### 負面評價
- 张中行登文抨擊此书，他表示自己認為該書對《論語》原文的有些解釋「不管語文規律，自己高興怎麼講就怎麼講，這就箋注的路數說，或只是就膽量說，確是前無古人」，比如“夷狄之有君，不如诸夏之亡也”錯誤地把「亡」由「無」的通假字解釋為「亡國」[4][5]。
- 學者董子竹专门出书《论语正裁》逐句地對此書作出抨擊[6]。
- 深圳大学文学院副教授徐晋如表示他認為《论语别裁》一書中有許多明顯的文言文理解錯誤，例如：將「暴虎冯河」解释成“像一只发了疯的暴虎一样，站在河边就想跳过去，跳不过也想跳”[7]。